# モルニヤ
モルニヤ（ロシア語:Молнияモールニヤ:「稲光」という意味）はロシアのチェリャビンスク州のチェリャビンスクにある時計製造メーカーで、1947年11月17日にモルニヤ時計工場として設立された。
設立当初の主な顧客はソビエト連邦国防省で、一般的な腕時計、懐中時計、置時計に始まり、戦車用、戦闘機用、潜水艦用や宇宙船用といった特殊用途の時計まで製造した。
現在は主に軍隊や宗教、歴史的できごとなどをモチーフとした機械式懐中時計を製作している。製造工程の約80%は手作業で、一部のモルニヤ製ムーブメントは腕時計にはできないほど大きい。